# 明治生命馆
35°40′44.27″N 139°45′41.29″E / 35.6789639°N 139.7614694°E

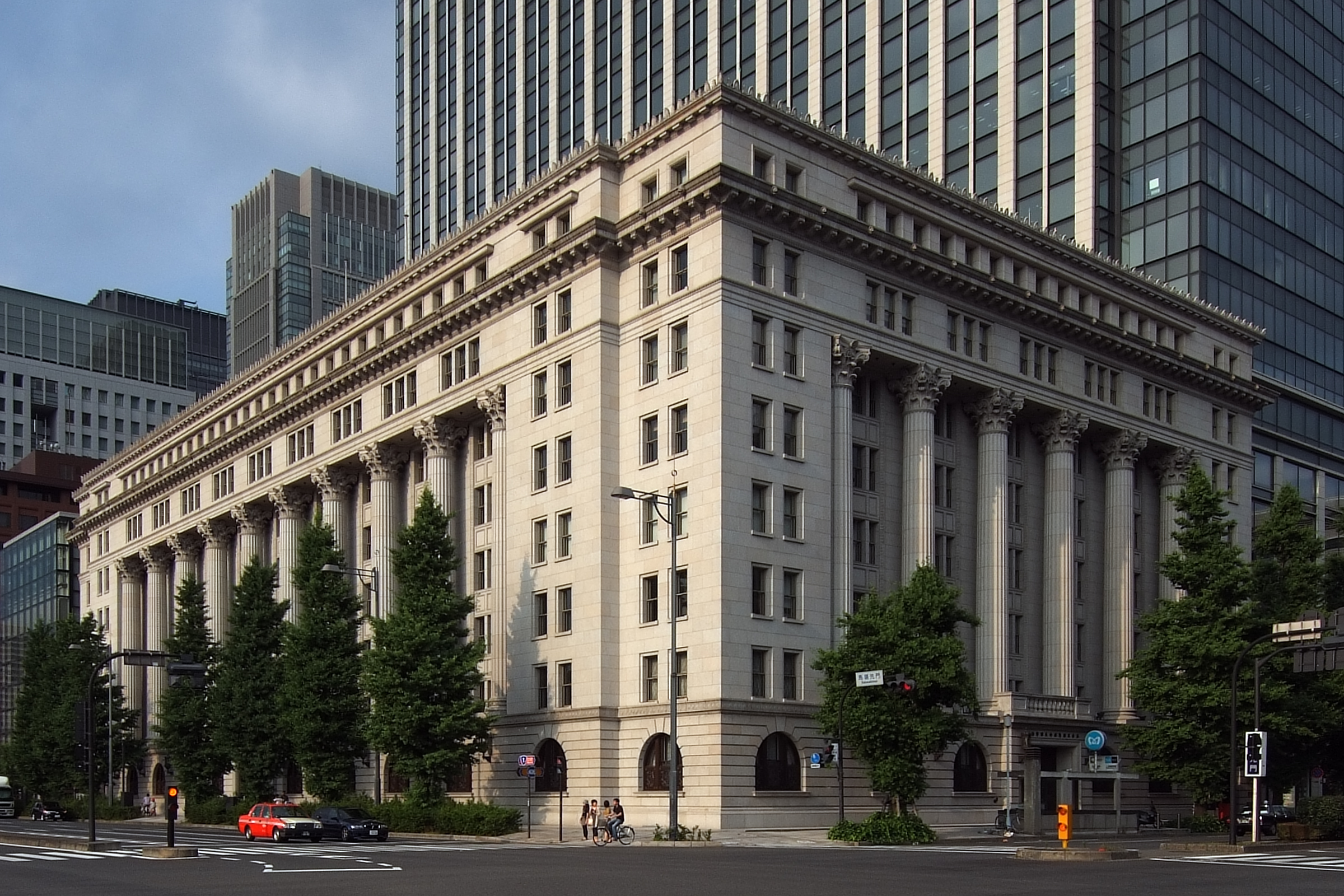
明治生命館

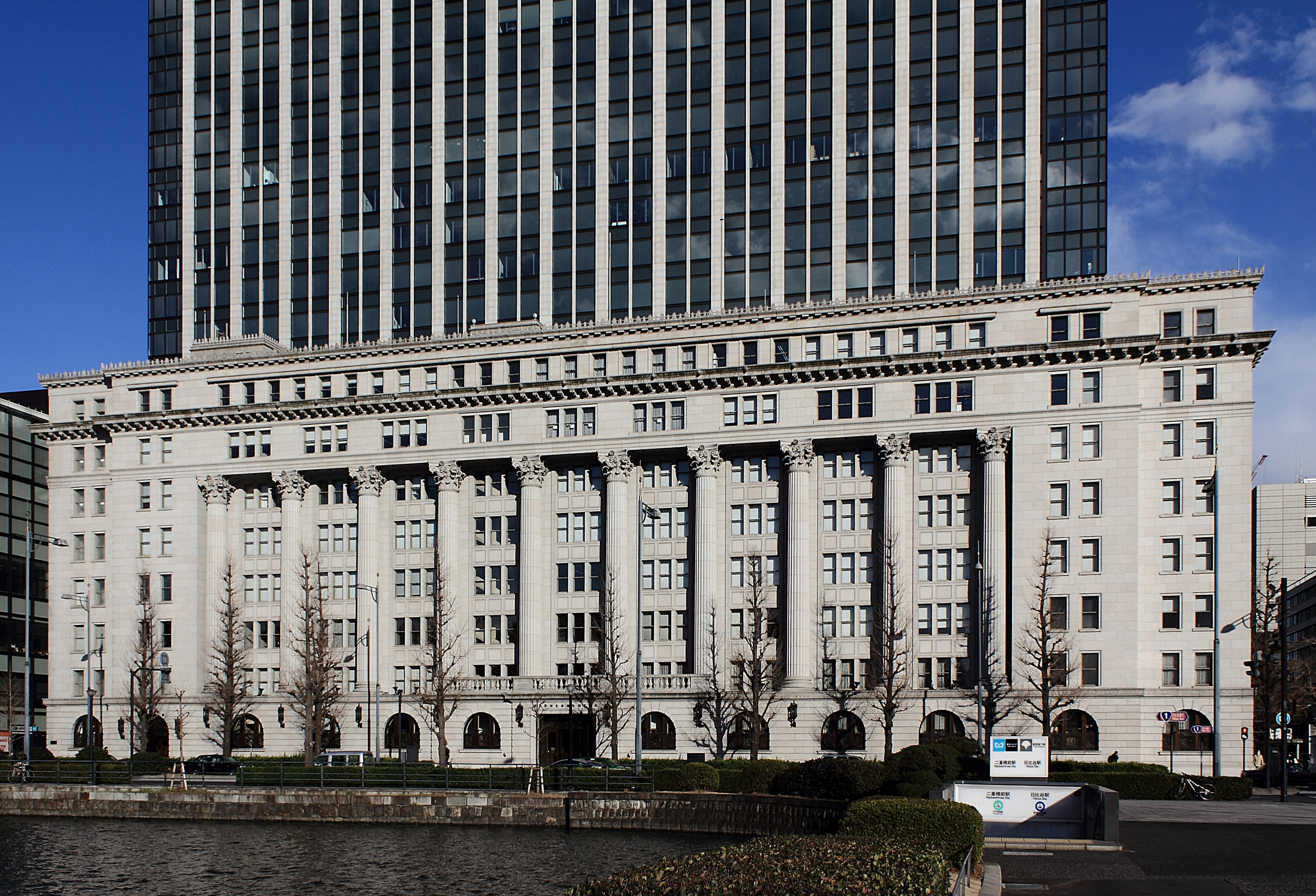
立面

明治生命馆（日语：／ Meiji Seimeikan）是日本東京都千代田区丸之内二丁目的一座历史建筑。

## 历史
该建筑建于1930年（昭和5年）9月12日--1934年（昭和9年）3月31日，地上8层、地下2层，立面采用新古典主義建築风格的列柱。设计者为岡田信一郎、岡田捷五郎兄弟。
太平洋战争后，该建筑由盟軍總司令部接收，直到1956年歸還。1997年（平成9年）經官方指定为重要文化財。現做為明治安田生命保险的總公司辦公之用，並於一樓設立客戶諮詢中心。
2007年至2017年12月10日，因東京車站丸之內站房及站前廣場進行整修工程，在這段期間，各國駐日大使及公使向日本天皇呈遞到任國書改為從明治生命馆出發乘車進入皇居。
靜嘉堂文庫美術館位於明治生命館一樓，於2022年10月開幕。

## 外部連結
- （日語）一般公開のご案内（明治安田生命ホームページ） （页面存档备份，存于）
- （日語）丸の内MY PLAZA （页面存档备份，存于）